# یوزپ فن‌اینگلم
یوزپ فن‌اینگلم (انگلیسی: Joseph Van Ingelgem؛ ۲۳ ژانویهٔ ۱۹۱۲ – ۲۹ مهٔ ۱۹۸۹) یک بازیکن فوتبال اهل بلژیک بود.
وی همچنین در تیم ملی فوتبال بلژیک بازی کرده است.